# OR52N5
OR52N5 (англ. Olfactory receptor family 52 subfamily N member 5) – білок, який кодується однойменним геном, розташованим у людей на короткому плечі 11-ї хромосоми. Довжина поліпептидного ланцюга білка становить 324 амінокислот, а молекулярна маса — 36 212.
| 10         |  | 20         |  | 30         |  | 40         |  | 50         |
| ---------- |  | ---------- |  | ---------- |  | ---------- |  | ---------- |
| MPLFNSLCWF |  | PTIHVTPPSF |  | ILNGIPGLER |  | VHVWISLPLC |  | TMYIIFLVGN |
| LGLVYLIYYE |  | ESLHHPMYFF |  | FGHALSLIDL |  | LTCTTTLPNA |  | LCIFWFSLKE |
| INFNACLAQM |  | FFVHGFTGVE |  | SGVLMLMALD |  | RYVAICYPLR |  | YATTLTNPII |
| AKAELATFLR |  | GVLLMIPFPF |  | LVKRLPFCQS |  | NIISHTYCDH |  | MSVVKLSCAS |
| IKVNVIYGLM |  | VALLIGVFDI |  | CCISLSYTLI |  | LKAAISLSSS |  | DARQKAFSTC |
| TAHISAIIIT |  | YVPAFFTFFA |  | HRFGGHTIPP |  | SLHIIVANLY |  | LLLPPTLNPI |
| VYGVKTKQIR |  | KSVIKFFQGD |  | KGAG       |  |            |  |            |

A: Аланін

C: Цистеїн

D: Аспарагінова кислота

E: Глутамінова кислота

F: Фенілаланін

G: Гліцин

H: Гістидин

I: Ізолейцин

K: Лізин

L: Лейцин

M: Метіонін

N: Аспарагін

P: Пролін

Q: Глутамін

R: Аргінін

S: Серин

T: Треонін

V: Валін

W: Триптофан

Кодований геном білок за функціями належить до рецепторів, g-білокспряжених рецепторів, білків внутрішньоклітинного сигналінгу. 
Локалізований у клітинній мембрані.